# Opopaea foveolata
Opopaea foveolata là một loài nhện trong họ Oonopidae.
Loài này thuộc chi Opopaea. Opopaea foveolata được Carl Friedrich Roewer miêu tả năm 1963.